# ماركو إسترادا
ماركو إسترادا (بالإسبانية: Marco Estrada)‏ هو لاعب كرة قاعدة مكسيكي، ولد في 5 يوليو 1983 في ولاية سونورا في المكسيك.

## وصلات خارجية
- ماركو إسترادا على موقع دوري كرة القاعدة الرئيسي (الإنجليزية)
- ماركو إسترادا على موقعبيزبول رفرنس.كوم (الدوري الرئيسي) (الإنجليزية)
- ماركو إسترادا على موقعبيزبول رفرنس.كوم (الدوري الثانوي) (الإنجليزية)
- ماركو إسترادا على موقع إي إس بي إن.كوم (أم.أل.بي) (الإنجليزية)
- ماركو إسترادا على موقع مشجعي الرسوم البيانية (الإنجليزية)